# Estadio Revolución (béisbol)
El Estadio Revolución es un estadio de béisbol localizado en la ciudad de Torreón, Coahuila, México. Es sede de los Algodoneros de Unión Laguna, equipo de la Liga Mexicana de Béisbol.

## Historia
Proyectado por el arquitecto coahuilense Zeferino Domínguez Villarreal, el estadio fue inaugurado  por el entonces gobernador de Coahuila, Nazario S. Ortiz Garza el 15 de septiembre de  1932, celebrando el 25 aniversario de que se le otorgara a Torreón el rango de ciudad lo cual lo hace el estadio de deporte profesional aún en función más antiguo de México.  La fachada en la entrada principal, que se conserva desde su inauguración, es un ejemplo del Art Deco en el norte de México.
El estadio fue creado para béisbol si bien originalmente contaba asimismo con pista de atletismo. Como consecuencia de esto último, es el estadio con el más amplio terreno de foul en la LMB.  Fue asimismo el primer estadio en México en celebrar un evento deportivo de noche y el primero con torres de alumbrado. De aquella época data el sistema de alumbrado y el muro de ladrillo a la altura del jardín derecho que actualmente cuenta con terraza comercial con vista a la cancha.
Ha recibido remodelaciones en el año 1985. A partir de la temporadas 2003 se comienzan instalar butacas reclinables en las gradas, se añade pantalla electrónica y zona de palco con restaurante. En las remodelaciones a partir del  2019 se procede a la demolición de la zona de acceso para no obstruir la vista de la fachada desde la calle, además se restauraron los faroles originales del estadio y se agregaron luminarias. Asimismo  se agrega zona de bar con cupo para 100 comensales a nivel de cancha en la zona de zona izquierda de foul, característica única en la Liga Mexicana de Beisbol.

## Ocupantes
Desde el 31 de marzo de 1940, ha sido sede del club de béisbol Unión Laguna de Torreón de la Liga Mexicana de Béisbol, posteriormente Algodoneros de Unión Laguna a partir de la temporada 1970. 
Para el 2003, con el cambio de directiva del equipo, los Algodoneros cambiaron de nombre a Vaqueros Laguna, así como del color guinda al naranja pero continuaron jugando en este estadio. Para la temporada 2017 cambiaron de nombre a Vaqueros Unión Laguna, así como de colores distintivos, regresando al guinda que usaron desde su fundación en 1940. Esto, debido al cambio de directiva. Para la temporada 2018 el equipo otra vez cambió de nombre, llamándose nuevamente Algodoneros de Unión Laguna.
En la década de los 60 el inmueble también se utilizó como sede para los partidos de fútbol de los Diablos Blancos de Torreón hasta 1970.

## Conciertos
Grandes personalidades del medio artístico se han presentado en el estadio entre ellos:
- Miguel Bosé (2007)
- Maluma (2016)
- Shakira (2007)
- Ninel Conde (2019)
- Christian Nodal (2021)
- Luis Miguel (2024)